# Terry Branstad
Terry Edward Branstad ( Leland, Iowa, 17 de novembre de 1946) és un polític estatunidenc del  Partit Republicà. Des de gener de 2011 ocupa el càrrec de governador d'Iowa. Anteriorment havia servit com a governador des de 1983 fins a 1999.